# 藍巴勒海峡
座標: 北緯22度21分58秒 東経114度6分18秒 / 北緯22.36611度 東経114.10500度

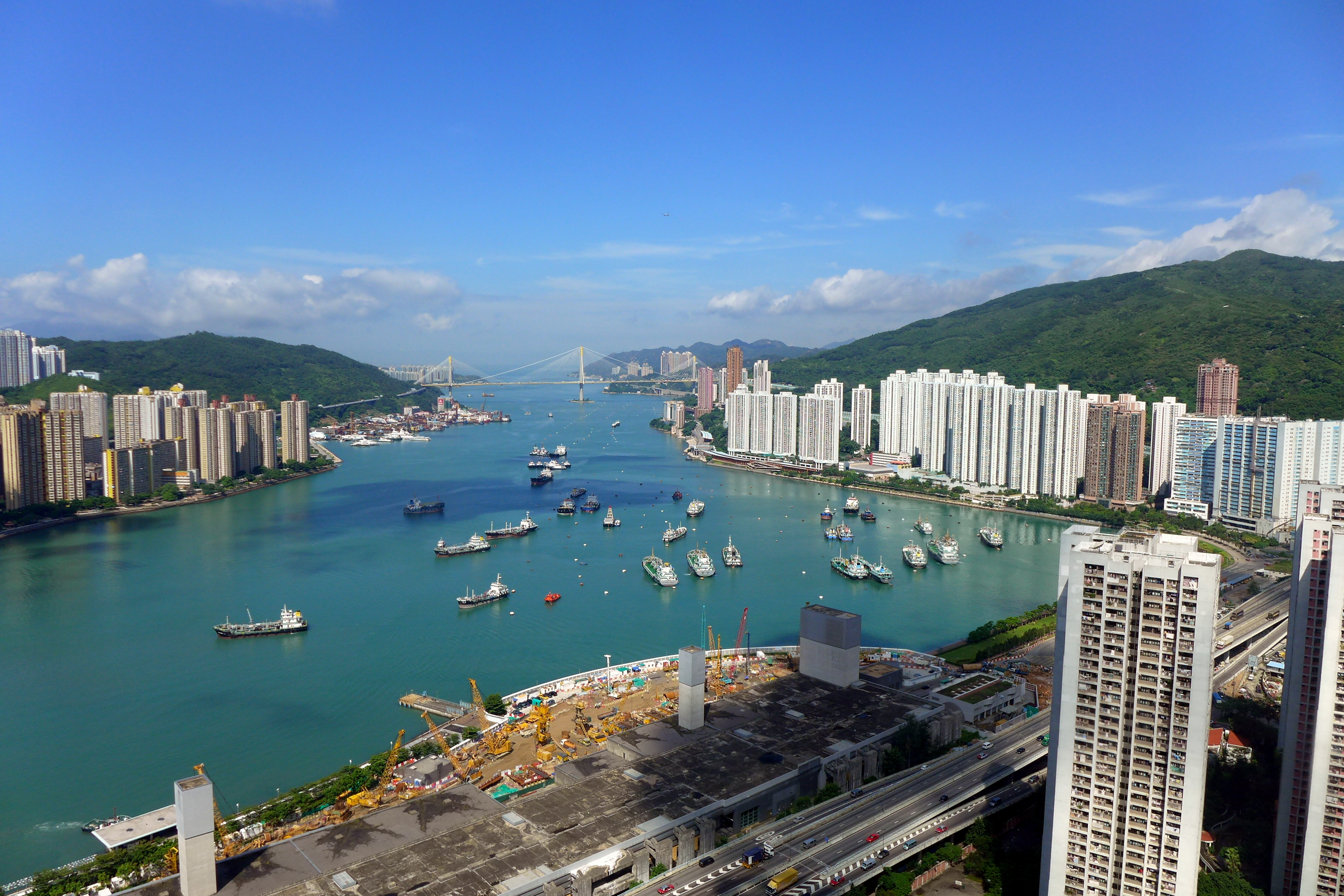
青衣の藍巴勒海峡

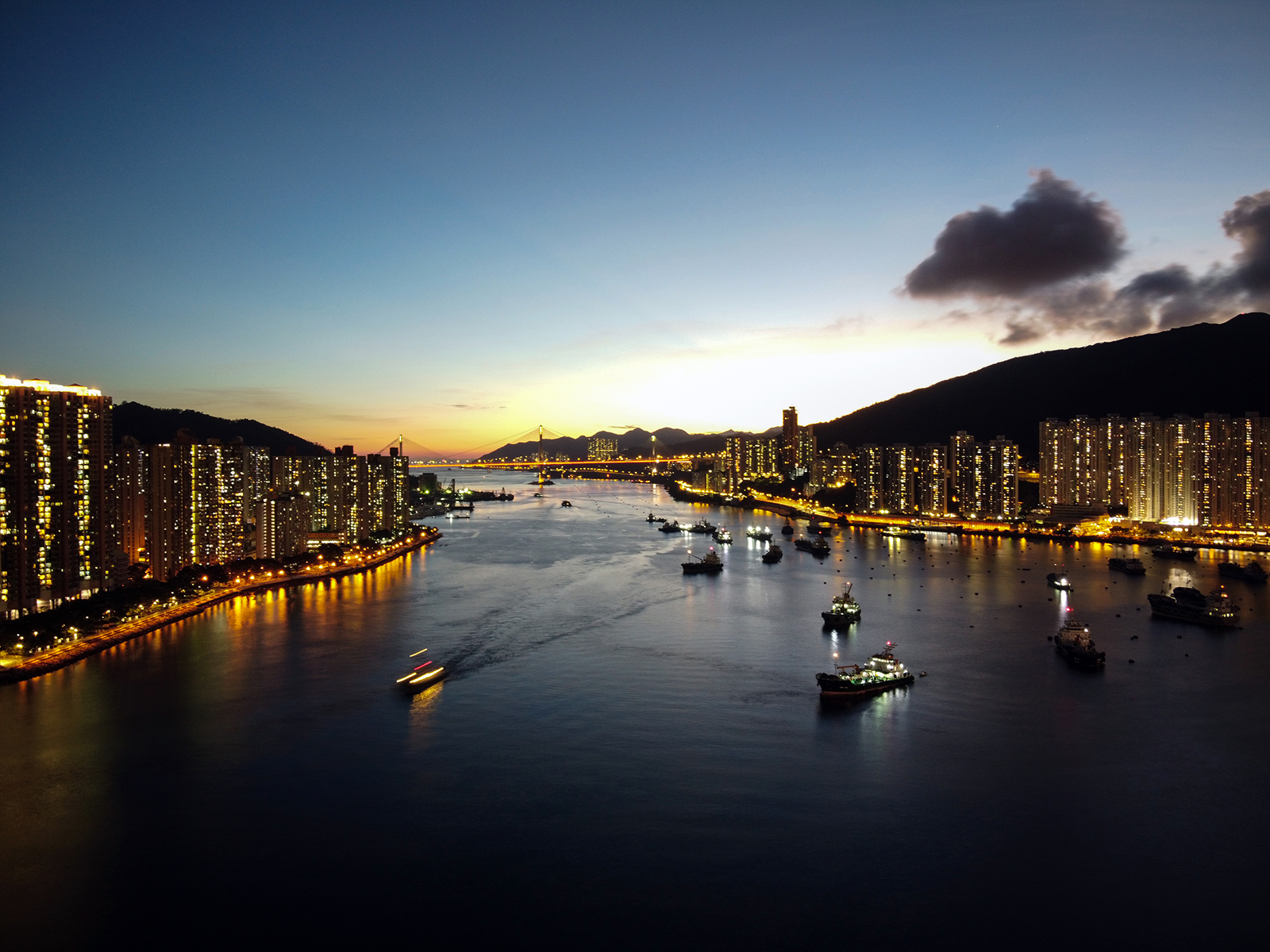
荃湾のウォーターフロントからは、汀九橋方面に海峡両岸の夜景を望むことができる

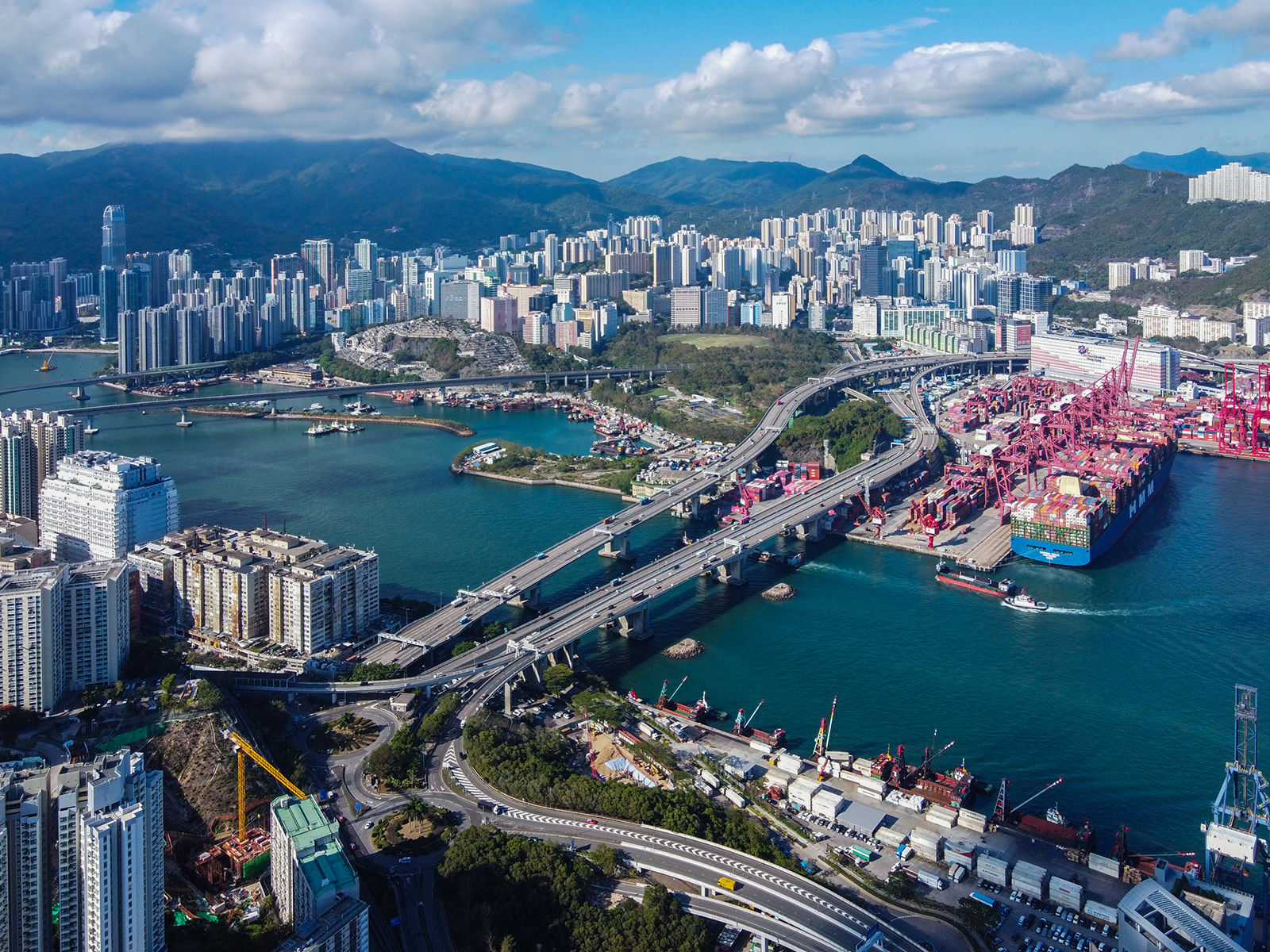
青衣東部から葵涌を望む。左が長青橋、中央が葵涌への一方通行の青衣大橋（旧南橋）、右が新南橋（葵青橋）

藍巴勒海峡 (ランブラーかいきょう、中国語: 藍巴勒海峽、英語: Rambler Channel) は、香港の新界本土（荃湾・葵涌）と青衣島の間に存在する海峡である。青衣海峡や青衣門とも呼ばれる。ビクトリア・ハーバーに含まれ、香港の水域測量に貢献した英国艦、ランブラー号（HMS Rambler) に因んで名付けられている。
藍巴勒海峡は最も広いところで幅900mである。「⅂」の形をしており、龍鼓水道や馬湾海峡と接続する北西端の汀九は、ビクトリア・ハーバーの境界にもなっている。南側は、ビクトリア・ハーバーの中心部に接続する。海峡は荃湾ニュータウン、葵涌コンテナターミナル、醉酒湾（葵涌公園）、青衣湾の埋め立てに伴い狭まっている。かつて青衣島と新界の間には、牙鷹洲、青洲、芒洲という島が存在したが、埋め立てにより消滅した。
2013年、藍巴勒海峡は、夕日のスポット15選に選定された。海峡内（荃湾の海岸線を含む）はビクトリア・ハーバーの水域に含まれ、法律により遊泳が禁止されている。

## 橋梁

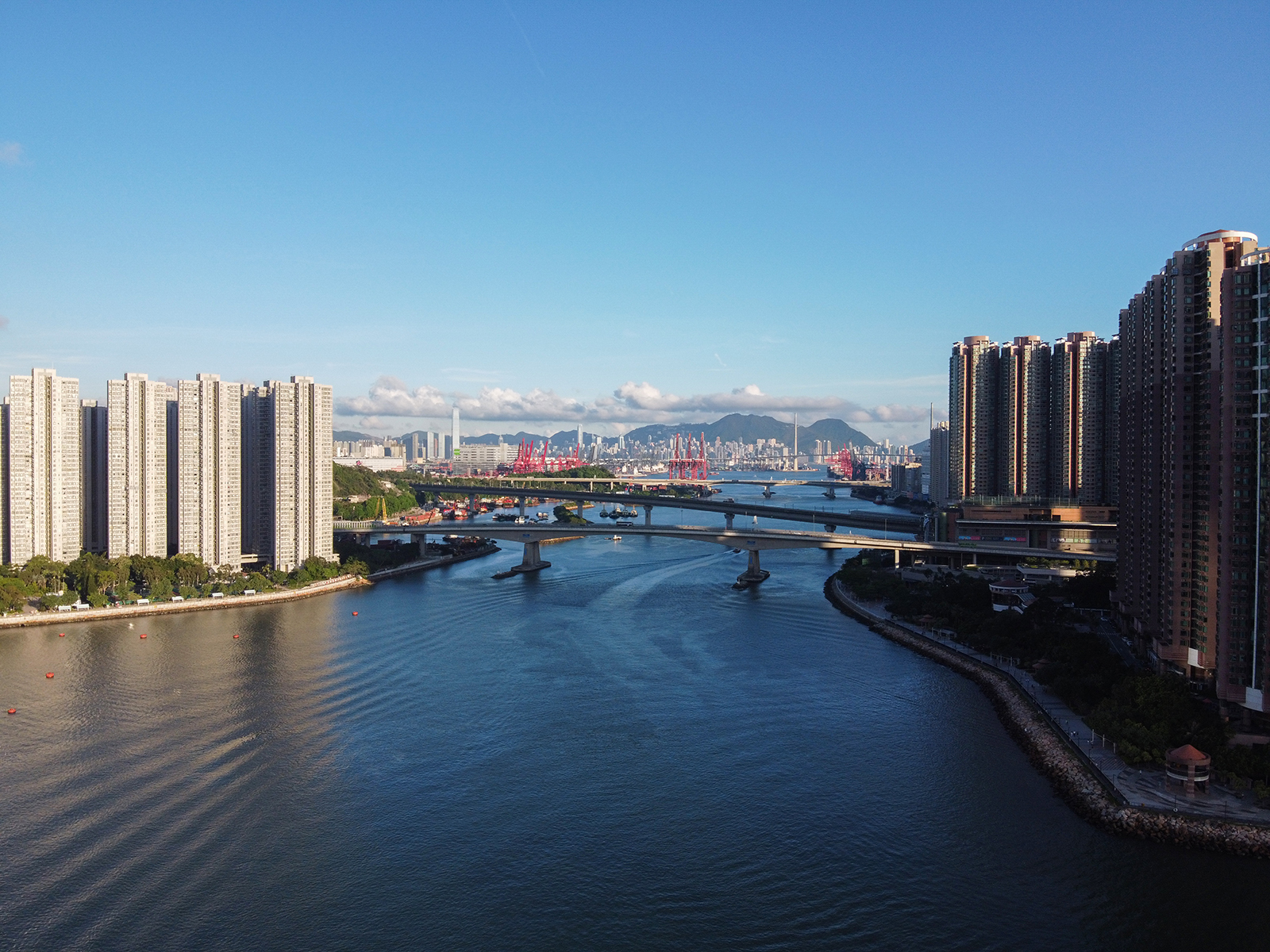
前方が青荃橋、後方が青衣大橋

藍巴勒海峡には、7本の橋がかかっている。以下に、北西から南東の順で挙げた。（）内は開通年。
- 汀九橋（1998年）

青衣北西部の鑊底湾と汀九を結んでいる。青朗公路（3号幹線）の一部で、大欖トンネル、長青トンネルと接続する。
- 青荃橋（1987年）

青衣北橋とも呼ばれる。青衣北東部（青衣駅、牙鷹洲周辺）と荃湾を結ぶ。德士古道や青衣北岸公路と接続する。
- 青茘橋（1998年）

港鉄東涌線と機場快線専用の橋。青衣駅・茘景駅間に位置する。
- 長青橋（1997年）

藍巴勒海峡大橋とも呼ばれる。3号幹線の一部。
- 青衣大橋（1974年）・葵青橋（1999年）

2本合わせて青衣南橋と呼ばれ、葵涌と青衣東を結ぶ。青衣大橋（旧南橋）は青衣島と新界を結ぶ最初の橋として建設され、現在は一方通行となっている。
- 昂船洲大橋（2009年）

青衣南東部と昂船洲を結ぶ。8号幹線の一部で、南湾トンネル、青沙公路と接続する。

## 施設
- 藍巴勒海峡公共貨物作業地区
- 藍巴勒海峡台風シェルター

埠頭
- 荃湾碼頭
- 青衣碼頭

ビーチ
- 近水湾ビーチ
- 汀九湾ビーチ

沿岸の建築物
- 麗城花園
- 有線電視ビル
- ニーナタワー
- 海之恋
- 海浜花園
- 灝景湾
- 盈翠半島
- 長発邨
- 荃湾華人永遠墳場
- 葵青コンテナターミナル